# D-2 de Córdoba
El D-2 o Departamento de Informaciones  de la Policía de Córdoba (Argentina) fue un centro clandestino de detención localizado en la ciudad homónima Córdoba que funcionó durante  durante el tercer gobierno peronista  y el periodo posterior al mismo correspondiente al  terrorismo de Estado en  la dictadura autodenominada «Proceso de Reorganización Nacional», entre 1976 y 1983, bajo la conducción de la Junta Militar.
Estaba alojado en un sitio localizado entre el Cabildo y la Catedral en  el Pasaje Santa Catalina números. 40/60/66. Se trataba de  un solar ubicado en el casco fundacional de la ciudad. Dos casas  del solar fueron  utilizadas para la clandestinidad; al ser casas adaptadas como Destacamento Policial, en su patio trasero ostentaban dos calabozos minúsculos, un altillo y un sótano. Desde 2006, el lugar es asiento de la Comisión y del Archivo Provincial de la Memoria.
Se cree que por allí pasaron  de 1.000 a 2.000 detenidos,  así como se ha confirmado el asesinato de 50 personas.  Muchos de los detenidos se encuentran desaparecidos. Funcionó a partir de 1974.
Estaba dentro del área de responsabilidad del Área 311, que dependía de la IV Brigada de Infantería Aerotransportada del Ejército Argentino (III Cuerpo de Ejército). Y, asimismo, dependía de la Gobernación de la Provincia de Córdoba, a través de la Policía.
El D-2 participó de los fusilamientos de la Unidad Penal 1 de Córdoba (o penitenciaría San Martín). Su personal sometió a tormentos a detenidos, algunos de los cuales fueron luego asesinados.
En la D-2 operaba la famosa " Tía", Argentina Pereyra de Mercado, una  oficial de policía torturadora que provenía de la Alianza Libertadora Nacionalista, un grupo de corte fascista.  Esta mujer fue  asesinada por el PRT-ERP que tenía como política ajusticiar a los miembros  torturadores de las fuerzas del Estado. Otra de las mujeres que operaban en este centro era Graciela  Antón, conocida como la " Cuca" ,que es la única mujer condenada a cadena perpetua  por delitos de lesa humanidad. Esta mujer solía pisar los testículos de los prisioneros con sus zapatos de tacos . Había ingresado a la D-2 en 1974. Otros conocidos represores fueron el " Gato" Gómez y "Sérpico",cuyo nombre real era José Luis Buceta. ( Bohoslavsky,2015).   La brigada de informaciones era el grupo más pesado que era denominado comúnmente como la patota. Era el grupo de choque que salía por las noches a realizar sus operativos.  Entre las torturas que realizaban se puede mencionar al " submarino" que efectuaban en los piletones.  Los delitos de lesa humanidad  cometidos en esta dependencia policial fueron juzgados en la Megacausa  La Perla 
La D-2 en 1975 sufrió el ataque del ERP. El 20 de agosto de 1975, la compañía Decididos de Córdoba del ERP realizó un ataque al cuartel de la D-2, en pleno centro de la ciudad de Córdoba. El objetivo era eliminar a los policías torturadores que actuaban en esa dependencia bajo el mando del comisario Telleldín. Se atacó también la Guardia de Infantería y el Comando Radioeléctrico, dos centros relevantes de la policía cordobesa. El ataque produjo bajas en la policía, si bien los torturadores no murieron en el combate. Como represalia al ataque del ERP, al día siguiente es asesinado el dirigente montonero y fundador de las FAL Marcos Osatinsky, quien estaba detenido en esa dependencia policial en el momento del ataque.